# Planare Höhenstufe

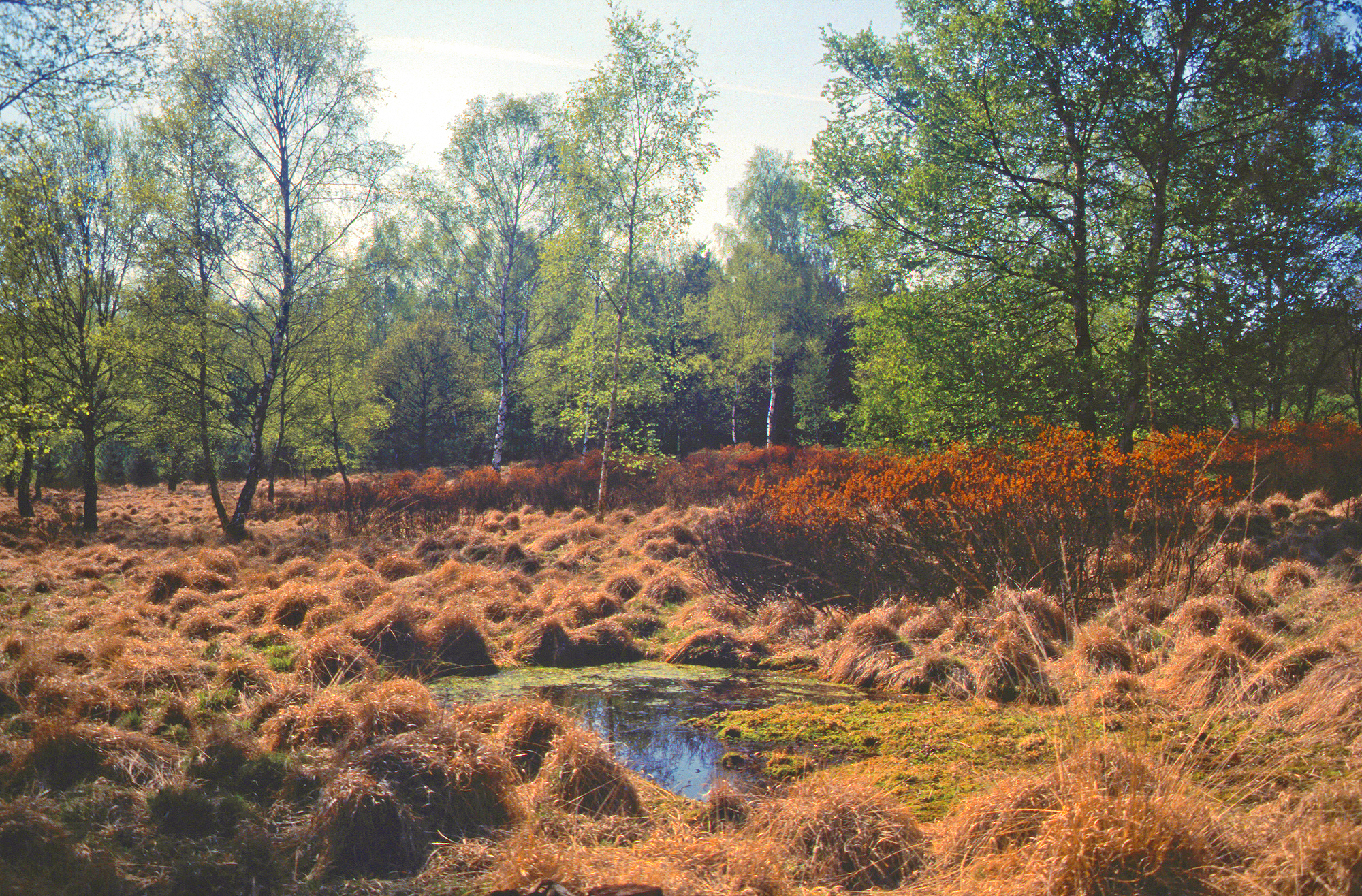
Weitgehend natürlicher Heidemoorbereich in der Ohligser Heide (Solingen); häufige azonale Vegetation in der Planarstufe der nordwestdeutschen Mittelgebirge

Planare Höhenstufe (von lateinisch planus ‚eben, flach‘ – auch Planarstufe, Ebenenstufe, Flachlandstufe (englisch Plains) und vereinzelt planare Vegetationsstufe) ist die orographische Bezeichnung für (Tief-)Ebenen in Bezug auf Gebirgsräume und ihre Vegetation.
Die Standortbedingungen der Ebenenstufe für die Pflanzenwelt entsprechen den zonalen Gegebenheiten der Klimazone, in der das Gebirge liegt; extrazonale Gegebenheiten aufgrund des Gebirgsklimas sind hier noch nicht zu erwarten. Sie ist im Allgemeinen von schwachen Hangneigungen und wenigen Erhebungen geringer Reliefenergie (maximal 50 m Höhenunterschied) geprägt. Ihre Obergrenze wird am Gebirgsfuß nach den jeweiligen ökologischen Vorgaben bei einem bestimmten Wechsel der natürlichen Pflanzenformationen gezogen. Die nächsthöhere Vegetationsstufe ist entweder die kolline oder montane Höhenstufe.

## Nomenklatur

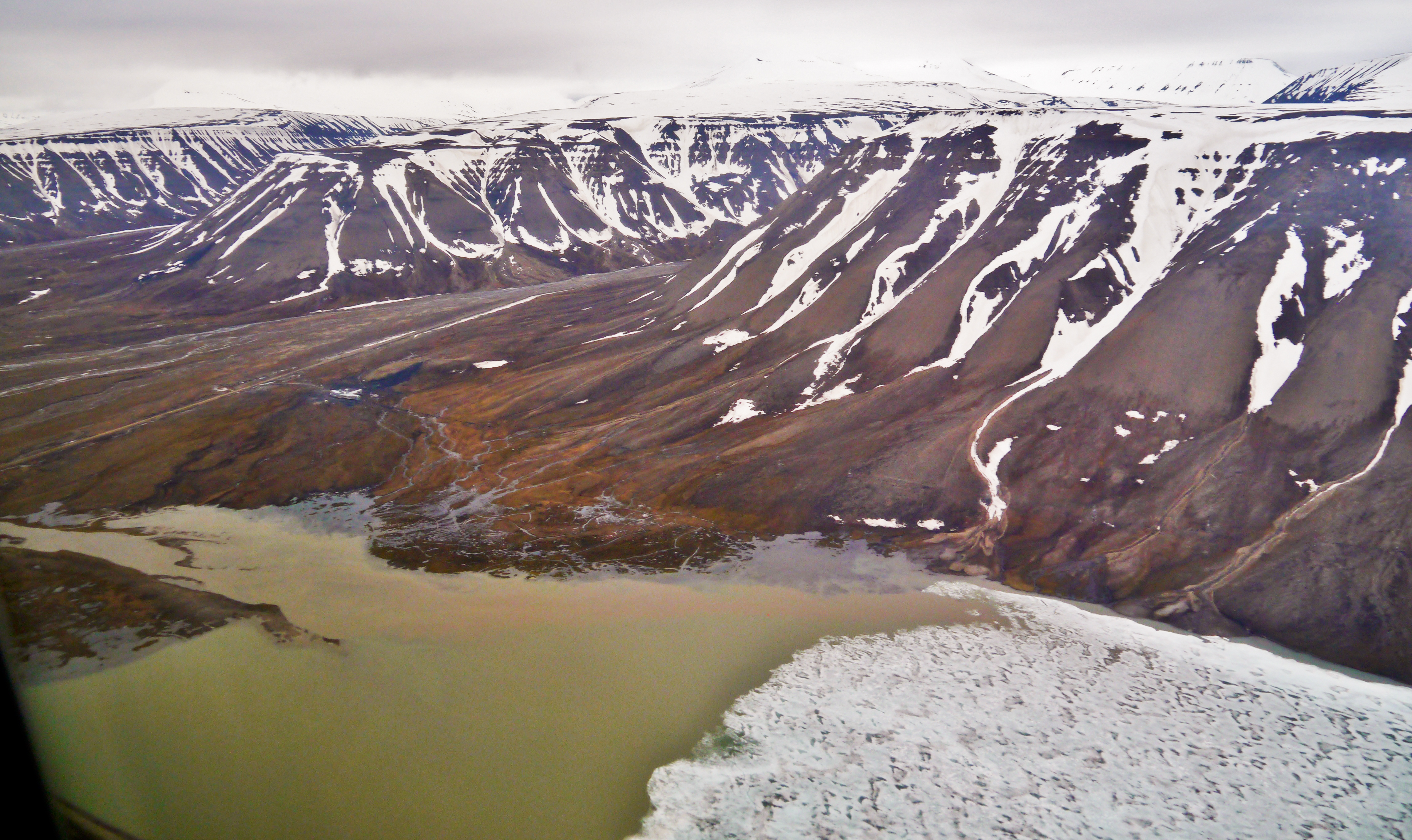
In Arktis und Antarktis wird keine planare, kolline oder montane Höhenstufe ausgewiesen, da die Vegetation aufgrund des polaren Klimas von Meereshöhe bis etwa 900 Meter ausschließlich aus Tundra besteht. Unterschiede gibt es lediglich im Arteninventar der unterschiedlichen Höhen (Beispiel Spitzbergen)

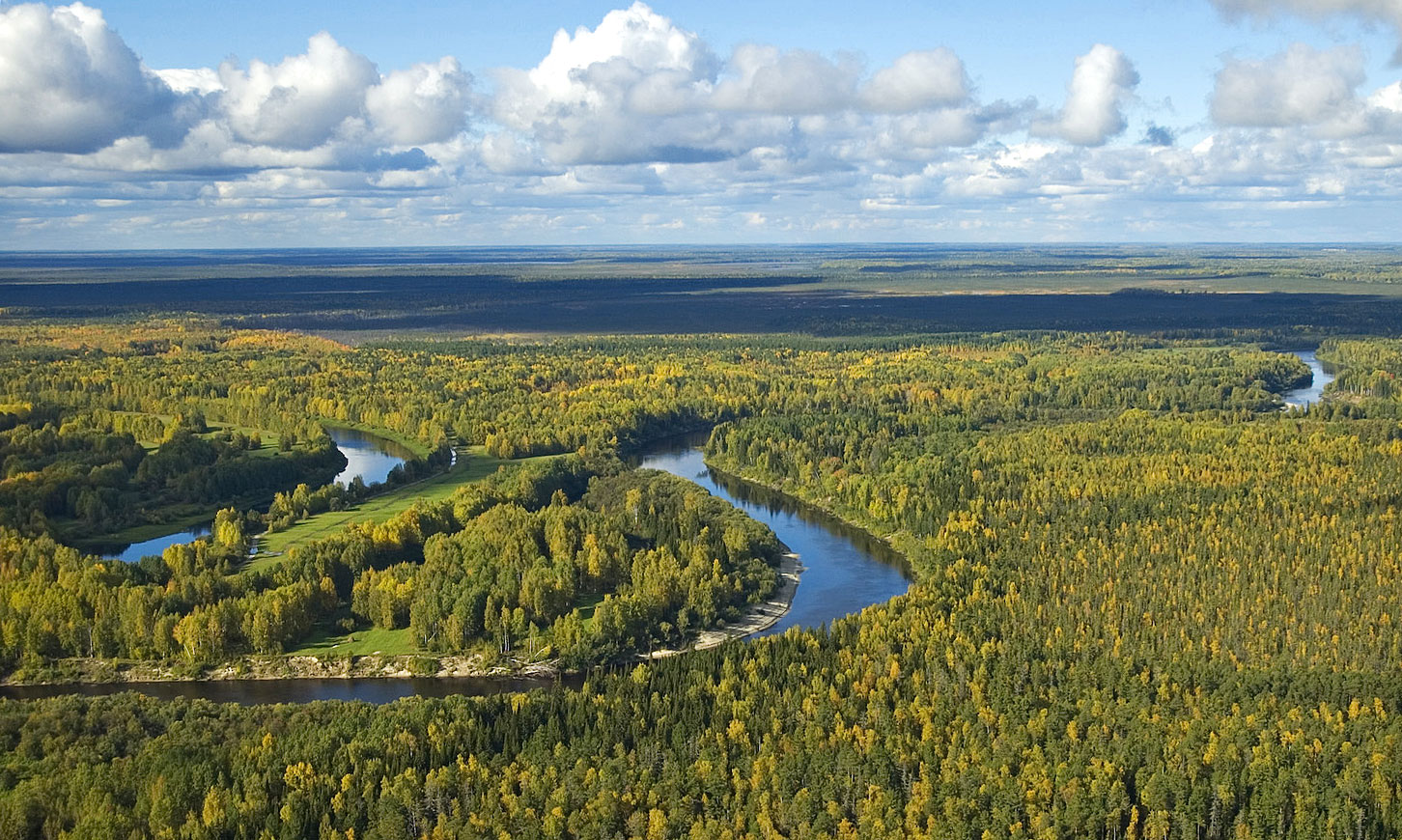
Die größte Tiefebene der Erde ist das westsibirische Tiefland

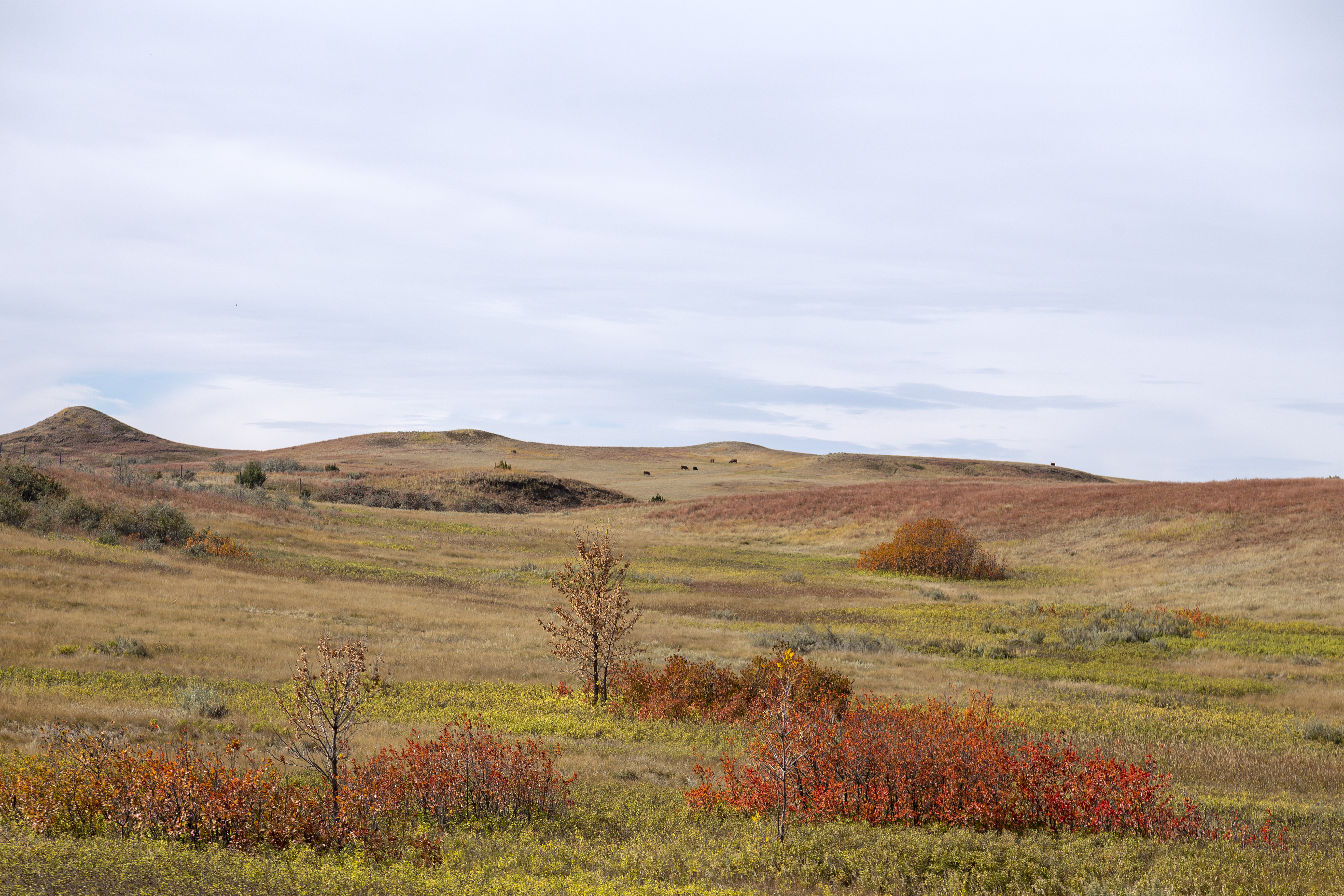
Obwohl die Prärieebenen in den USA von rund 200 m am Mississippi westwärts auf bis zu 2000 m ansteigen, werden sie aufgrund der überall dominierenden Steppenvegetation zur planaren Ebene gerechnet

Die Begriffe planar, kollin, montan, alpin und nival gehören in Geobotanik, Biogeographie und Ökologie zu der am weitesten verbreiteten, „klassischen“ Nomenklatur für Höhenstufen mit ihren jeweils typischen Klimata und der potenziellen natürlichen Vegetation. Obwohl sich diese Bezeichnungen, die aus der traditionellen Alpenforschung stammen, ursprünglich nur auf humide Gebirge der gemäßigten Breiten bezogen, werden sie heute (mit den bereits beschriebenen Ausnahmen) auch für Gebirge anderer Klimazonen verwendet. Aufgrund dessen kann es keine allgemeingültigen Definitionen geben, da die Abstufung immer auf die tatsächlichen Verhältnisse eines konkreten Gebirges bezogen ist. Einige Autoren benutzen daher – insbesondere bei völlig andern ökologischen Verhältnissen – abweichende Bezeichnungen und Abfolgen, um Verwechslungen und falsche Schlussfolgerungen zu vermeiden.

### Alternative Bezeichnungen
Die Bezeichnung planar ist für die gemäßigte Zone allgemein üblich. In mediterranen Gebirgen wird häufig die abweichende Bezeichnung thermomediterran (zum Teil zusätzlich mesomediterran, jedoch uneinheitlich) verwendet, um bereits durch die Begrifflichkeit die Vegetationsunterschiede zu den Gebirgen der angrenzenden gemäßigten Zone deutlich zu machen.
In den übrigen Subtropen und in den trockenen Tropen wird wiederum bisweilen eine planare Stufe genannt. In den Feuchttropen ändert sich höhenwärts zwar das Artenspektrum der Vegetation, doch die Formation des Tieflandregenwaldes bleibt bis auf 1000/1400 Meter bestimmend, sodass es irreführend wäre, hier von planarer Stufe zu sprechen). Auch für polare Gebirge wird keine Planarstufe definiert (In den hohen Breiten herrscht bereits in der Ebene Tundra vor, die viele hundert Meter in die Höhe reicht und überall als alpine Vegetation beschrieben wird. Ähnlich wie bei den Polargebieten umfasst eine boreale Stufe mehrere orographische Höhenstufen: Sie reicht von der Planar- bis zur Montanstufe. Zum Teil bestehen hier jedoch bereits Unterschiede der Waldformationen zwischen Flachland und Gebirge, sodass die Planarstufe separat etwa als thermoboreal abgegrenzt wird.
Grundsätzlich beziehen sich Begriffe, die auf globale Zonenkonzepte verweisen – wie arktisch, boreal, mediterran, subtropisch oder tropisch – zwangsläufig (in den meisten Fällen) auf die planare Tiefebene. Etliche Autoren bilden den Namen der Stufe schlicht aus der typischen Vegetation: Bei humiden, kühlgemäßigten Gebirgen heißt die planare(-kolline) Ebene etwa Laubwaldstufe (nicht zu verwechseln mit der montanen Waldstufe). Darüber hinaus verwenden einige Autoren eigene Bezeichnungen – wie etwa der peruanische Geograph Javier Pulgar Vidal, der für die tropischen Anden zwei planare Stufen definierte: Die feuchtheiße Chala für den westlichen Fuß und die trockenheiße Omagua für den östlichen. Der klassisch lateinamerikanische Begriff Tierra Caliente („heißes Land“) für die unterste Höhenstufe wird bisweilen als Synonym für die planare Stufe verwendet, jedoch zumeist bis zur kollinen Stufe.
Höhen bis 100 Meter über dem Meer können bis auf die genannten Ausnahmen zur planaren Stufe gerechnet werden. Die konkrete Obergrenze wird jedoch für jedes Gebirge nach der ökologischen Definition separat festgelegt.
Sofern Klima und Vegetation im ansteigenden Vorland eines Gebirges noch keine wesentlichen Unterschiede zur Ebene aufweisen, fassen viele Autoren die planare Ebene mit der untersten Gebirgsstufe zur planar-kollinen- beziehungsweise kollin-planaren Höhenstufe zusammen.
Aus forstwirtschaftlicher Sicht und im allgemeinen Sprachgebrauch gehört die Planarstufe zusammen mit der kollinen- und submontanen Stufe zu den Tieflagen.

## Ökologische Vorgaben

Tiefebenen sind oftmals Sumpfland: Hier der Sudd im Süd-Sudan, darin Inseln mit menschlichen Behausungen

Die Pflanzenformationen der Ebenenstufe soll die zu erwartende zonale Vegetation der jeweiligen Klimazone repräsentieren, sodass weder die Höhe über dem Meeresspiegel noch ihre Geländeformationen diesen Klimaxzustand beeinflussen dürfen. Die Festsetzung der Obergrenze der planaren Vegetationsstufe hängt von der Betrachtungsweise ab: Sie reicht einerseits umso höher ins Gebirge, je geringer die klimatischen Unterschiede sind. Andererseits bestimmt der Autor jedoch die Zahl der Höhenstufen und die Maßstabsebene der vorhandenen Ökosysteme (etwa konkrete, eher kleinräumige Waldgesellschaften wie Eichen-Hainbuchenwald, Hainsimsen-Buchenwald oder Kalkmagerrasen – oder aber stark abstrahierte Großlebensräume wie Sommergrüner Laubwald, Gebirgsnadelwald oder Hochlandsteppe), sodass Vergleiche verschiedener Regionen wenig aussagekräftig sind.
Sofern ein Gebirge die Grenze zweier Klimazonen bildet und vom Umland getrennt beschrieben wird, ist die Betrachtung der unteren Höhenstufen stärker vegetationsbezogen, sodass es zu unterschiedlichen Bezeichnungen innerhalb eines Gebirges kommen kann. Das gilt etwa für die Alpen, die im Norden eine planare Stufe mit Laubmischwäldern und im Süden auf gleicher Höhe stattdessen eine thermomediterrane Höhenstufe mit Hartlaubvegetation aufweisen. Orographisch handelt es sich um zwei klimatisch verschiedene Planarstufen.
Strenggenommen sind viele so genannte Planarstufen, die Höhen von wenigen hundert Metern übersteigen, orographisch betrachtet (nach dem Geländeprofil) eher Kollin- oder gar Montanstufen, sodass einige Autoren unmissverständlichere Benennungen fordern.

## Weitere Besonderheiten

Die größten Metropolregionen der Erde liegen fast alle in planaren Ebenen (hier der Bezirk Shinjuku der weltgrößten Stadt Tokio-Yokohama; im Hintergrund der Vulkan Fuji).

Da sich abfließendes Wasser in den planaren Ebenen sammelt, finden sich hier die größten azonalen Lebensräume wie Sümpfe, Moore und große Flussauen. In Bodensenken der planaren Höhenstufe kann es zur Bildung von Kaltluftseen kommen.

## Anthropogener Einfluss
Die natürliche Vegetation der Ebenen ist jenseits der polaren und subpolaren Zonen – im Dauersiedlungsraum – weltweit stark beeinträchtigt, da sie sich häufig am besten zur landwirtschaftlichen Nutzung eignet und in Kulturlandschaften umgewandelt wurde.

## Beispiele für Höhenfestlegungen und ursprüngliche Vegetation
Die folgende Tabelle zeigt die enormen Unterschiede der untersten Vegetationsstufe anhand einiger Beispiele (zumeist Gebirgsumland) aus allen Ökozonen:
| Ökozone                                | Gebirge/Region (Land)                                   | bis        | (abweichender Stufenname) Vegetation                                                                      |
| -------------------------------------- | ------------------------------------------------------- | ---------- | --- |
| Feuchte Mittelbreiten                  | Bergisches-Land/Sauerland (Deutschland)                 | 100 m      | etwa Hainmieren-Schwarzerlen-Auwald, Schwarzerlen-Hainbuchenwald, Traubenkirschen-Schwarzerlen-Eschenwald |
| Immerfeuchte Subtropen                 | daNorthland-Halbinsel (Neuseeland)                      | 100 m      | Subtropischer Kauri-Regenwald                                                                             |
| Feuchte Mittelbreiten                  | Nördliche Schweizer Alpen                               | 200 m      | Eichenreiche Laubwälder                                                                                   |
| Boreale Zone                           | Zentrales Kamtschatka-Gebirge (Russland)                | 200 m      | Erlen-Pappeln-Weidenwälder                                                                                |
| Sommerfeuchte Tropen                   | Küstenebene Tansanias                                   | 200 m      | Halbimmergrüner Monsun-Regenzeitenwald                                                                    |
| Winterfeuchte Subtropen                | Südliche Seealpen (Frankreich)                          | 350 m      | Steineichen-/Korkeichenwälder                                                                             |
| Winterfeuchte Subtropen                | Teide-Nordhang (Teneriffa)                              | 300/400 m  | (infrakanarisch) Wolfsmilch-Sukkulentengebüsch                                                            |
| Immerfeuchte Tropen                    | Äquatoriale Anden (Venezuela, Kolumbien, Ecuador, Peru) | 500 m      | (untere Tierra caliente, jedoch selten differenziert) Immergrüner Auen- und Tieflandregenwald             |
| Winterfeuchte Subtropen                | West-Kaukasus (Georgien)                                | 600 m      | Immergrüner kolchischer Lorbeerwald                                                                       |
| Polare Zone                            | Brooks Range Alaska                                     | 600 m      | (planar-kollin-montan-alpin) *) Tundra                                                                    |
| Immerfeuchte Tropen                    | Kinabalu (Borneo, Malaysia)                             | 350/600 m  | Dipterocarpaceen-Tieflandregenwald                                                                        |
| Trockene Mittelbreiten                 | Balchaschsee (Kasachstan)                               | 500/600 m  | Salzwüste und Strauchwüste                                                                                |
| Boreale Zone                           | Nördlich Coast Mountains-Westabdachung (Kanada)         | 800 m      | Gemäßigter Küsten-Nadelregenwald (Hemlock zone)                                                           |
| Sommerfeuchte Tropen                   | Sierra Nevada (Mexiko)                                  | 800 m      | (Tierra caliente) Halbimmergrüner Regenwald und Mesquite-Dornbuschsavanne                                 |
| Tropisch / subtropische Trockengebiete | Ahaggargebirge (Algerien)                               | 500/1000 m | (saharo-tropisch) Heiße Wüste                                                                             |
| Feuchte Mittelbreiten                  | Pazifische Kaskadenkette (Vereinigte Staaten)           | 1000 m     | Gemäßigter Küstenregenwald                                                                                |
| Immerfeuchte Subtropen                 | Sichuan-Becken (VR China)                               | 1000 m     | Immergrüner Eichen-Lorbeerwald                                                                            |
| Tropisch / subtropische Trockengebiete | Nanga Parbat Südabdachung (Pakistan)                    | 1100 m     | Trockensteppe und Halbwüste                                                                               |
| Trockene Mittelbreiten                 | Rocky Mountains in Colorado (Vereinigte Staaten)        | 1500 m     | (Plains) Trockene Kurzgrasprärie                                                                          |